# 346721 Panchengdong
346721 Panchengdong este o planetă minoră (asteroid) din centura de asteroizi. A fost descoperită pe 14 ianuarie 2009 la  de Shandong University⁠(d) și a fost numită după Pan Chengdong⁠(d). 
Obiectul prezintă o orbită caracterizată de o semiaxă mare de 2,5897170475487 UAi, o excentricitate de 0,1247, o înclinație de 10,974001719993 ° în raport cu ecliptica.